# Phédon (Platon)
Pour les articles homonymes, voir Phédon.
Phédon (en grec : Φαίδων / Phaídōn) est un dialogue de Platon qui raconte la mort de Socrate et ses dernières paroles.

## Sujet
La question que pose et à laquelle répond ce dialogue est la suivante : Quelle doit être l’attitude du philosophe devant la mort ? Le dialogue évoque ainsi les notions des liens entre l’âme et le corps, l'éternité de l'âme et la destinée de celle-ci après la mort.

## Contexte
Socrate a été condamné à boire son poison létal dès le retour du navire transportant le « Deux fois sept » : dans la mythologie grecque, Androgée, fils de Minos, roi de Crète, et de Pasiphaé, est assassiné par des Athéniens et des Mégariens à la demande du roi Égée, jaloux de ce qu’il leur a enlevé tous les prix aux Panathénées. Minos, pour venger ce meurtre, s’empare de ces deux villes, les assiège, et oblige les habitants à lui envoyer tous les ans un tribut de sept jeunes garçons et sept jeunes filles qui étaient livrés au Minotaure. Thésée délivre ses compatriotes de ce joug en tuant le Minotaure.
Le dialogue se tient le dernier jour de Socrate. Il est la suite directe de l’Apologie de Socrate et du Criton. Quelques amis ont été autorisés à rendre visite à Socrate dans sa cellule avant qu'il n'avale le poison, à la suite de sa condamnation à mort. Une discussion s’engage alors sur la mort, et l’attitude qu’il convient d’adopter face à celle-ci, puis sur la possibilité de la survie de l’âme dans l’au-delà. Le dialogue se termine par un mythe eschatologique sur le jugement des âmes après la mort.

### Dates importantes
La première est celle de l’entretien entre Socrate et ses disciples le jour de sa mort. Socrate est mort à la fin du mois de février ou de mars de l’année 399 av. J-C (date qui correspondrait avec le pèlerinage de Délos). 
La deuxième date importante à savoir est quand s’est déroulé le récit de l’entretien ci-dessus par Phédon, qui était en présence d’Echécrate et d’un auditoire de pythagoriciens. En se fiant au dialogue où Echécrate proteste qu’il n’a pas d’informations provenant d’Athènes depuis déjà un « bon moment » , il est possible de comprendre que le voyage de retour de Phédon vers sa patrie, Elis, avait entre autres pour intention de rapporter des nouvelles d’Athènes. Ce voyage doit donc avoir été fait plus ou moins un an après la mort de Socrate, donc vers 398 av. J-C.
Enfin, selon Monique Dixsaut, la date de composition du Phédon est très proche de celle du Cratyle et du Banquet. Ces trois dialogues se situant à la fin de la première période de rédaction des dialogues, après le grand voyage de Platon (vers 387-386) et juste avant La République (excepté le Livre I).

## Personnages du dialogue

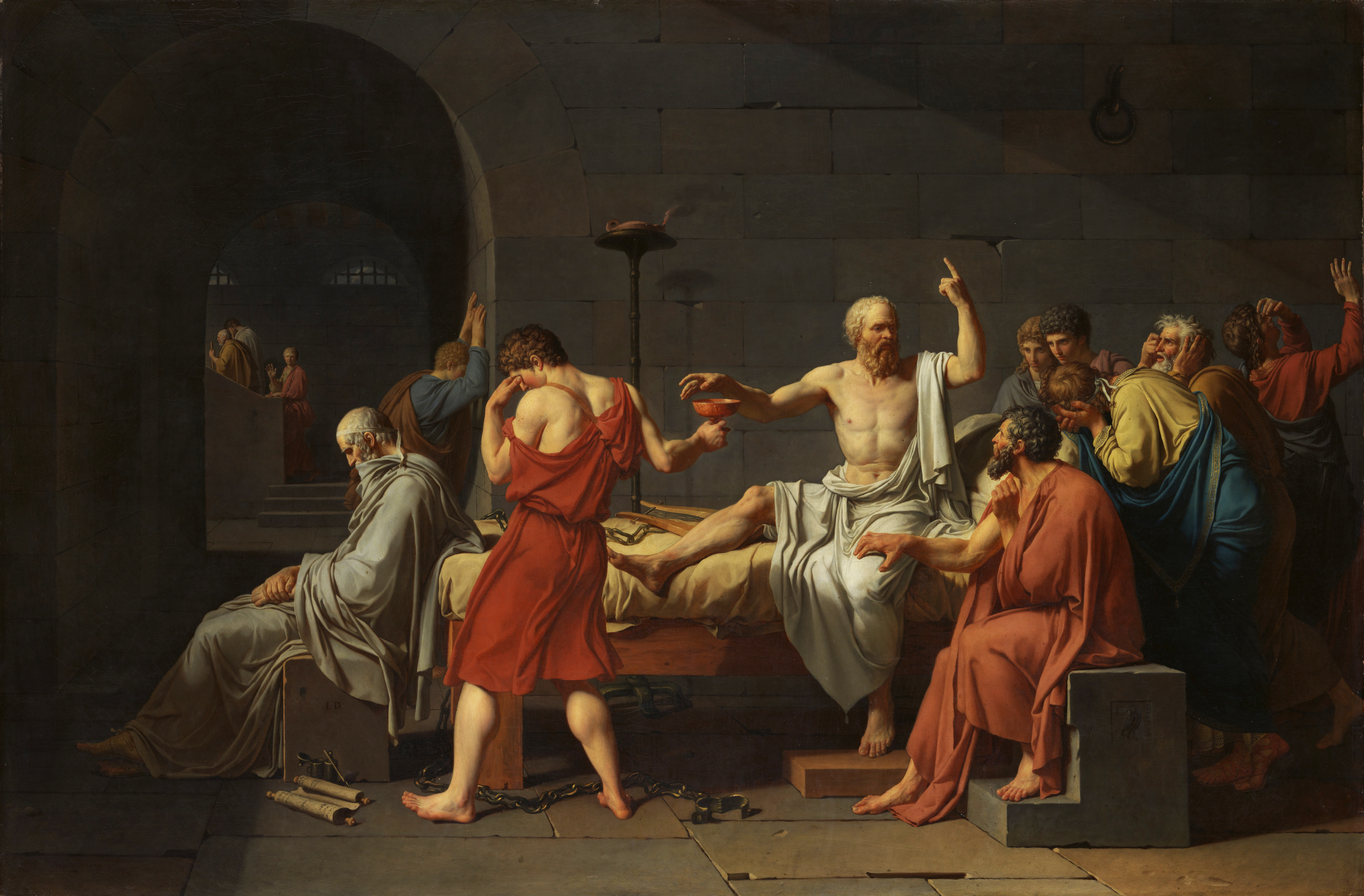
La Mort de Socrate par le peintre David (1787), New York, Metropolitan Museum of Art. Socrate s'apprête à boire la ciguë dans sa cellule, au désespoir de ses amis.

Seuls Phédon d'Élis et Échécrate de Phlionte sont à proprement parler les personnages du dialogue, en tant qu’interlocuteurs directs ; tous les autres, amis et disciples de Socrate, ne sont qu’évoqués dans le récit, et leurs propos sont rapportés. Parmi ceux-ci, les plus importants sont Cébès, Simmias de Thèbes, Criton et son fils Critobule. D'autres, comme Ménexène et Terpsion, ne jouent aucun rôle. Xénophon n’est pas à Athènes ; Platon, présent le jour du jugement, est malade, et absent. Chérécrate, frère de Chéréphon qui est déjà mort, le remplace au sein des témoins du procès de Socrate, dont il est également disciple.

## Dialogue

### Prologue
Échécrate demande à Phédon ce que Socrate a dit avant sa mort, et comment il est mort. Phédon répond qu’il est mort manifestement heureux, ferme et noble, comme s’il devait trouver là-bas un bonheur tel que jamais on n’en a connu.

### La mort dans lePhédon
Lorsque Socrate parle de « mort » (62 et 67 b), celle à laquelle le philosophe s’exerce, il s’agit de mort non pas physique, mais moralement consentie ; Platon n’incite pas à la mort physique. L’œuvre dont parle Socrate comprend la disparition des passions à la purification de l’âme ; sans cela, on ne peut discourir au sujet de dieu. La pureté du divin ne permet pas de se saisir de ce qui est impur.  En mourant, le philosophe s’oublie (64). Socrate raconte l’un de ses rêves : « Fais une œuvre, travaille. » Par scrupule religieux, il se fait poète, bien qu’il croie que la philosophie soit l’œuvre d’art la plus haute. Les humains sont assignés à résidence et nul n’a le droit de s’affranchir de ces liens pour s’évader. Les dieux sont nos gardiens et nous sommes le troupeau. Il arrive pourtant qu’il soit préférable d’être mort que de vivre. Les philosophes acceptent facilement de mourir.
Pour Socrate, la croyance que l’on va rejoindre les dieux et certains morts rend injuste la révolte contre la mort. En effet, pour un homme qui a philosophé toute sa vie, il est raisonnable de penser qu’il obtiendra les plus grands biens après sa mort. Les philosophes s’appliquent donc à bien mourir. Platon pensait qu’il y avait deux « lieux » : le lieu sensible et le lieu intelligible. L’âme et le corps se situent dans le lieu sensible (lieu fait d’illusions) : le vrai lieu est le lieu intelligible. En mourant, lorsqu’on est philosophe, notre âme a une chance de regagner le lieu intelligible, c’est pourquoi Socrate n’avait pas peur de mourir et était « pressé » de regagner ce lieu, le plus réel.

### L’âme et le corps
Le corps est séparé de l’âme, âme qui n’est plus qu’elle-même. C’est pourquoi le philosophe ne prend pas au sérieux les plaisirs du corps, il s’en éloigne pour se tourner vers l’âme en tendant vers un état proche de la mort. Quand nous pensons, le corps devient un obstacle : il nous trompe dans la recherche de la vérité, et c’est pourquoi l’âme tente de s’en détacher pour saisir réellement les choses. Elle aspire à s’évader, à parvenir à ce qui est véritablement. Tant que nous avons un corps, nous sommes esclaves des maladies, de la peur, et des appétits qui suscitent la guerre, la révolution et tous les conflits : « le corps est le tombeau de l'âme ».
Le corps nous prive de notre liberté, il nous prive de la philosophie : il introduit dans nos pensées le tumulte et la confusion. Aussi, tant que nous vivons, en attendant que le dieu nous délie, nous devons nous efforcer de ne pas être contaminés par lui. En conséquence, pour un homme qui s’exerce à vivre proche de la mort, il n'y a aucune raison de se révolter. Philosopher, c’est s’exercer à mourir : « les philosophes sont joyeux de s’en aller vers les lieux de leur espoir et de rencontrer ce dont ils sont amoureux : la pensée ». Un homme qui se révolte parce qu’il va mourir est un quelconque ami du corps, non un ami de la pensée et du savoir.

### La destinée des âmes
Cébès objecte alors à Socrate que l’on peut craindre que l’âme ne subsiste pas une fois séparée du corps. Socrate rappelle l’ancienne tradition égyptienne selon laquelle les âmes existent « là-bas », puis reviennent, les vivants provenant des morts. Il s’agit des mêmes principes que ceux du mythe d'Er le Pamphylien, au Livre X de La République. Pour toute chose qui a un contraire, ce contraire doit venir de son contraire. Il y a un double devenir, les  vivants venant des morts. Les choses en devenir s’équilibrent comme en opérant un parcours circulaire. Si le devenir allait en ligne droite, sans revenir à l'opposé, toutes choses se confondraient sous la même qualité (« ensemble sont toutes choses » a dit Anaxagore), et tout se perdrait dans la mort.

#### L’âme harmonie
Simmias n’est pas convaincu par le raisonnement de Socrate selon lequel le corps serait plus apte à se désagréger et à disparaître que l’âme en vertu de son appartenance au monde matériel (l’âme appartient au monde des Idées). Il entreprend donc une démonstration par l’absurde à l’aide d’une comparaison : il compare l’âme à une harmonie musicale et le corps à la lyre et aux cordes qui l’ont produite. Il constate alors que lorsque l’instrument est détruit l’harmonie meurt, tandis que selon le raisonnement de Socrate elle devrait subsister ; l’harmonie est bien plus similaire à l’âme du monde intelligible qu’au corps du monde physique.

### Notice de métaphysique
Le terme pour désigner la participation platonicienne est metexis, auquel correspond le verbe metekhein. Ce sont ces termes que l’on trouve dans la première partie du Parménide, où les interlocuteurs du dialogue s’avouent incapables d’en rendre compte. L’autre texte important sur cette question est dans le Phédon (100 d), où Socrate dit « rien d’autre ne rend cette chose belle sinon le beau, qu’il y ait de sa part présence (parousia), ou communauté (koinônia), ou encore qu’il survienne – peu importe par quelles voies et de quelle manière, car je ne suis pas encore en état d’en décider ; mais sur ce point-là, oui : que c’est par le beau que toutes les belles choses deviennent belles ». Ceci montre combien la terminologie n’est pas fixe chez Platon sur cette question, qui affirme d’ailleurs explicitement que cela n’a pas d’importance. Aristote ne se satisfera pas de ce flou, et reprochera à Platon de n’utiliser qu’une métaphore poétique sans jamais définir clairement ce qu’elle est censée signifier. Dans ses tentatives d’explicitation, il parle parfois de mélange (μίξις / mixis). 

### Théorie des Idées
Dans ce dialogue, Platon s’affranchit davantage de Socrate et énonce sa propre philosophie (sans le dire). Il avance pour la première fois ce qu’il est convenu d’appeler la théorie des Idées (78 c-79 d). 
1. Il y a deux lieux ou plutôt deux niveaux de l’être : « Posons qu’il y a deux espèces d’être, l’un visible, l’autre invisible. Posons également que celui qui est invisible garde toujours son identité, tandis que celui qui est visible ne la garde jamais. »
2. Le lieu invisible, appréhendé uniquement par l’esprit (intelligible, et non pas sensible, connu par les sens) est constitué par les Idées, à la fois principes de réalité et principes de connaissance : éternels, immuables, purs, en soi. Les choses prennent leur nom et leur consistance de leur « participation » à l’Idée correspondante : une chose est belle par sa participation à l’idée de Beau.
3. Le lieu des Idées (Formes) a ses prototypes : « l’Égal en soi, le Beau en soi », mais aussi le Bon, le Juste et le Saint.
4. L’âme est de la nature des Idées. « L’âme est plus semblable à l’invisible que le corps, et le corps plus semblable au visible. »
5. Le philosophe tend de tout son être vers le lieu des Idées. « Quand elle examine en elle-même et pour elle-même, [l’âme] se dirige vers ce qui est pur, éternel, immortel, toujours identique à soi. Le contact avec cette réalité fait qu’elle demeure toujours identique à elle-même : c’est cet état de l’âme qui se nomme : pensée. »
6. Il en découle que la bonne méthode consiste à remonter des choses sensibles aux Idées intelligibles, par exemple d’une chose belle à l’Idée de Beau.

## La misologie
La misologie (89) est également appelée l'« aphilosophie » ; il s’agit d’un « état dans lequel celui qui la possède prend en haine l'argumentation ».

## Critique d’Aristote
Aristote dit dans ses Météorologiques que la théorie platonicienne qui affirme que les courants se rejoignent dans le Tartare (111-112 e) n'est pas possible : parce que d’après cette théorie ils retournent vers le centre d'où ils sont sortis, ils ne couleront pas plus d'en haut que d'en bas, mais uniquement de la partie où le Tartare écumant portera ses flots ; et s'ils coulaient comme l'exprime Platon, il faudrait que les fleuves remontassent leur cours. Le second argument contre cette théorie demande d’où viendrait cette eau qui arrive et qui est entraînée tour à tour. Selon Aristote, il est nécessaire qu'elle soit déplacée tout entière, puisque la masse doit rester toujours égale, et qu'il doit en retourner au principe tout autant qu'il en sort, mais tous les fleuves qui ne se jettent pas les uns dans les autres. Aucun ne se jette dans la terre ; et si quelques-uns y disparaissent, c'est pour se remontrer bientôt. Finalement, Aristote dit que les grands fleuves sont ceux qui coulent longtemps dans une vallée, parce qu'ils y reçoivent beaucoup de cours d'eau et que leur marche se trouve retardée par le lieu et par sa longueur.

## Critique de Straton et d'Anaxagore
Selon Straton de Lampsaque, dans le Phédon, Platon n’a fait que démontrer que l’âme est immortelle, donc qu’elle existe, mais pas du tout qu’elle continue à exister, lorsque le corps n’est plus, rien ne l’empêche d’être détruite par la mort ; elle n’est immortelle qu’en tant qu’elle apporte la vie.
Dans le Phédon, Platon expose ses relations avec les physiques antérieures. Les enjeux sont de situer le projet philosophique de Platon par rapport à ses prédécesseurs. Pour Socrate, la physique s’efforce de résoudre les questions de l’origine du vivant, de la pensée, des phénomènes terrestres et célestes. Il ne parvient pas à la connaissance escomptée, et même, la physique lui a désappris sans rien lui apprendre : la lecture d’Anaxagore conduit Socrate sur de nouvelles voies. Socrate se dit séduit par la physique d’Anaxagore, qui soutient que l’Intellect, le Noûs, est la cause de toutes choses dans l’univers, et que donc tout est disposé de la meilleure façon. La rationalité de l’univers est plus ou moins une physique finaliste. Mais cette lecture amène aussi Socrate à de nouvelles désillusions. Selon lui, Anaxagore a certes en principe une physique proche de la sienne, mais il s’agit en fait d’une physique matérialiste et mécaniste, c’est-à-dire qui repose sur des causes matérielles.

## Mythe final
Socrate expose le mythe géographique et eschatologique de la destinée des âmes, jugées aux Enfers. Platon insiste trois fois sur un jeu de mots entre la phonétique de Hadès et du mot « aidès » α-εἰδής / a-widếs (du verbe εἴδω / eídô), qui signifie « invisible », parlant du « lieu pareil à elle-même, vers où s’élance l’âme »
- La terre ici
- La terre là-bas : elle est colorée et tout y pousse selon la même proportion. Les hommes y sont exempts de maladie.
- Le jugement des morts : les âmes ordonnées se laissent guider par leur propre démon tandis que les âmes guidées par leurs appétits résistent et souffrent. Les âmes incurables sont jetées au Tartare pour toujours, alors que celles qui éprouvent du remords y demeurent un certain temps avant d'en être rejetées. Les âmes ayant eu une vie moyenne sont acheminées vers l'Achéron où elles sont purifiées et délivrées des injustices commises. Enfin, les âmes exceptionnellement pieuses s'établissent au-dessus de la terre.
- Conclusion

## Mort de Socrate

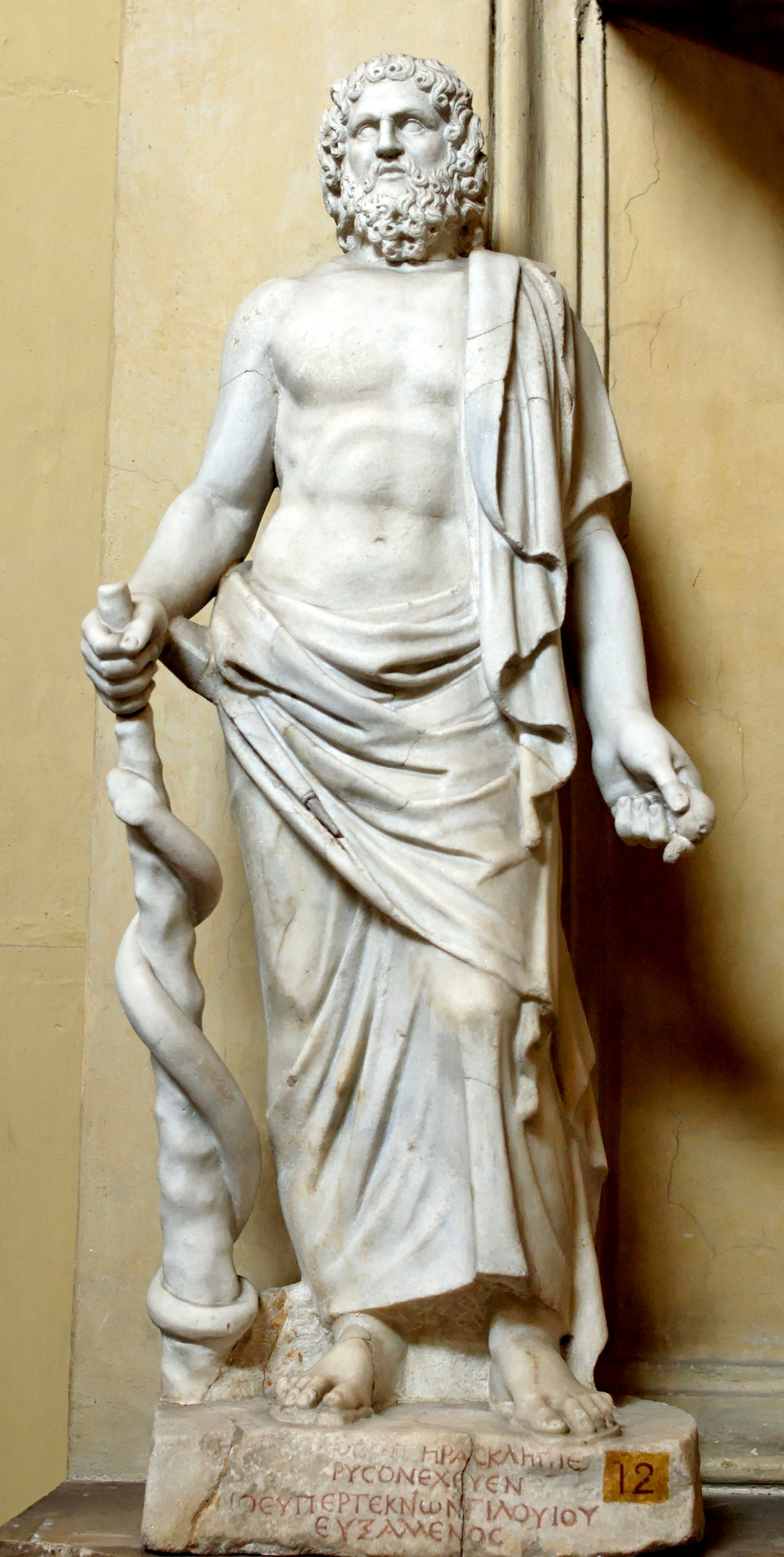
Le dieu Asclépios (copie romaine d'un original grec du).

« Ce que vous ensevelissez, ce ne sera que mon corps. » Il n'y a rien à gagner à se cramponner à la vie, il serait ridicule de ne pas mourir maintenant. Socrate boit le poison, ses amis pleurent. « Criton, nous devons un coq à Asclépios. Payez cette dette, ne la négligez pas » Socrate meurt sur ces paroles, rappelant la fin non naturelle, non commanditée par les dieux du philosophe. Se voyant mourir sans laisser de chance à Asclépios, dieu de la médecine, il commande à Criton de lui faire une offrande pour se faire pardonner. « Voilà, Échécrate, ce que fut la fin de notre ami, d'un homme dont nous pouvons dire que, parmi tous ceux qu'il nous a été donné de connaître, il fut le meilleur, le plus sensé aussi et le plus juste. »

## Autres dialogues autour de la condamnation de Socrate
- Théétète : Socrate, à la fin du dialogue, doit se rendre au portique de l’Archonte-roi, celui qui juge les affaires de religion
- Euthyphron : dialogue près du Portique royal, juste avant le passage de Socrate devant l’Archonte-roi
- Apologie de Socrate : procès, discours et condamnation de Socrate
- Criton : Socrate, en prison, refuse de s’évader.

## Évocations artistiques
- David, La Mort de Socrate
- Alphonse de Lamartine, La Mort de Socrate
- Erik Satie, Socrate, drame symphonique
- Dans son recueil Feux publié en 1936, l'écrivaine française Marguerite Yourcenar met en scène plusieurs figures de l'Antiquité grecque dans des poèmes en prose. Elle met en scène Phédon dans deux d'entre eux, "Phédon ou le vertige".

### Éditions
- « Phédon », dans Œuvres de Platon, T. 1 (trad. Victor Cousin), Bossange frères, 1822
- Phédon (trad. Paul Lemaire), Paris, Hatier, coll. « Les classiques pour tous », 1927, 95 p.
- « Phédon », dans Œuvres complètes de Platon, T. 3 (trad. Émile Chambry), Classiques Garnier, 1938
- Œuvres complètes : Phédon (trad. Léon Robin), Paris, Les Belles Lettres, coll. « des Universités de France », 1967, 194 p.
- Œuvres complètes, Gallimard (Bibliothèque de la Pléiade, 2 vol., no 58 et 64), Paris, 1970-1971
- « Phédon », dans Platon, Œuvres complètes (trad. Monique Dixsaut, Luc Brisson), Éditions Flammarion, 2008 (1re éd. 2006), 2204 p. (ISBN 978-2-0812-1810-9)
- « Définitions », dans Platon, Œuvres complètes (trad. Luc Brisson), Éditions Gallimard, 2008 (1re éd. 2006) (ISBN 978-2-0812-1810-9)

### Études
- Franck Fischer, « La « méthode » et les « hypothèses » en Phédon 99 d-102 a », Revue philosophique de Louvain, t. 100, no 4,‎ 2002, p. 650-680 (lire en ligne)
- Jacqueline Salviat, « Καλὸς γὰρ ὁ κίνδυνος, Risque et mythe dans le Phédon », Revue des Études Grecques, t. 78, nos 369-370,‎ janvier-juin 1965, p. 23-39 (lire en ligne)